# Crash Test Dude
Crash Test Dude: Brad Roberts Live Singing Your Favorite Hits (conosciuto anche semplicemente col titolo Crash Test Dude) è il primo album solista del cantante canadese Brad Roberts, noto per essere il cantante dei Crash Test Dummies.
L'album venne registrato nel 2001 durante il suo tour da solista. Del tour venne fatto anche un film documentario.

## Tracce
Tutte le canzoni sono di Roberts, tranne quelle con l'autore fra parentesi:

### Disco 1
1. Introductory Remarks - 1:52
2. Understand Your Man (Johnny Cash) - 3:05
3. An Aside Regarding Prostitution - 1:09
4. Androgynous (Paul Westerberg) - 3:38
5. I Want to Par-tay! - 2:52
6. Oral Sex is Proffered by Mr. Roberts in Order to Compensate a Customer for the Hig Ticket Price - 0:35
7. Cocaine (Gary Davis) - 4:14
8. Give Yourself a Hand - 3:28
9. Trident Gum Theme - 1:33
10. Da Doo Ron Ron (Jeff Barry, Ellie Greenwich, Phil Spector) - 3:49
11. A Discussion of Bowel Difficulties During the Performance - 1:06
12. Afternoons & Coffeespoons - 4:19
13. A Poem, "Scientific Management", is read
14. Keep a Lid on Things - 2:43
15. A Hilariously Derisive Account of my Heritage Ensues, as I Banther on, Ever More Wittily, the Scotch Now Coursing Through my Body as I Experience an Ever Increasing Alcohol - Induced Euphoria - 1:01
16. Superman's Song - 5:00

### Disco 2
1. Relation Between Bass Baritone Guitar and the Penis is Discussed - 1:23
2. God Shuffled His Feet - 3:52
3. My Freedom from all STD's is Firmly and Self-Servingly Established - 1:04
4. A Cigarette is All You Get - 3:13
5. He Liked to Feel It - 4:09
6. The String Change Song - 2:32
7. Delilah (Les Reed, Barry Mason) - 4:33
8. La Grange (Frank Beard, Billy Gibson, Joel Michael Dusty Hill) - 2:54
9. Torontonian's Pro's and Con's - 1:10
10. Un-Break My Heart (Diane Warren) - 4:36
11. My Reputation in the Politically Correct Press as "Crash Test Drunkard" - 1:31
12. Betty Davis Eye (Donna Weiss and Jackie DeShannon) - 2:53
13. Another Poem, Entlited "Circumcision", is read - 3:33
14. Baby One More Time (Martin Carl Sandberg) - 3:29
15. Mmm Mmm Mmm Mmm - 5:27
16. Encore (bis di Superman's Song) - 0:51

## Musicisti
- Brad Roberts - voce, chitarra, basso
- Murray Pulver - coro, chitarra